# 아름초등학교
아름초등학교는 대한민국 세종특별자치시 아름동 소재의 공립 초등학교이다.

## 교가
1절
희망찬 세종시에 새날이 밝아 아름동에 높이솟은
빛나는 태양 가슴마다 찬란한꿈 가득히 담고
내일 향해 나아가자 아름 어린이

## 연혁
- 2014. 3. 1. 개교
- 2014. 3. 1. 13학급 편성, 초대 서종숙 교장 취임
- 2014. 3. 3. 제1회 입학식
- 2016. 3. 1 제2대 이희권  교장 부임
- 2017. 02. 05 제3회 졸업식(졸업생 233명)
- 2017. 03. 01 55(특수1 포함)학급 편성
- 2017. 03. 02 제4회 입학식(입학생 241명)
- 2017. 12. 12. 학교스포츠클럽운영우수학교 교육감 표창
- 2017. 12. 29. 학부모참여교육지원사업 최우수상(교육감)
- 2017. 12. 29. 학교폭력예방우수학교 교육감 표창
- 2017. 12. 31. 학부모참여교육지원사업 우수상(교육부장관)
- 2018. 01. 31.제 4회 졸업장수여식(206명 졸업, 총 746명)
- 2018. 03. 01. 56학급 편성(특수학급 1학급)
- 2018. 03. 02. 제 5회 입학식(신입생 219명)

## 참고 자료
- 아름초등학교 - 한국교육학술정보원 학교알리미